# Discotettix scabridus
Discotettix scabridus är en insektsart som först beskrevs av Carl Stål 1877.  Discotettix scabridus ingår i släktet Discotettix och familjen torngräshoppor. Inga underarter finns listade i Catalogue of Life.